# Мурадян, Игорь Левонович
Игорь Левонович Мурадян (4 октября 1978, СССР) — российский футболист.

## Карьера
Воспитанник московской спортшколы «Красногвардеец». Начинал свою карьеру в одноименной команде. Позднее он выступал за другой столичный клуб второго дивизиона «Мосэнерго». В 2004 году Мурадян провел четыре матча в армянской Премьер-Лиге за «Арарат».
В 2018-2019 годах играл в чемпионате Новоуральска по мини-футболу за команду «Конвекс».